# Batalla de Monterrey (1872)
Esta Batalla ocurrió en la ciudad de Monterrey, Nuevo León, fue un conflicto decisivo para frenar y desorganizar a los rebeldes del Plan de la Noria que, acaudillados por Porfirio Díaz, intentaban impedir que Benito Juárez se presentara a su reelección, considerada inconstitucional por aquellos.
La batalla tuvo lugar entre las fuerzas juaristas y el ejército leal al Plan de la Noria, comandado por el General Jerónimo Treviño, gobernador de Nuevo León. Actuando como general en jefe del Ejército del Norte, siendo apoyado por Julián Quiroga y las fuerzas federales de Diódoro Corella leales al Presidente Juárez, las fuerzas federales de Diódoro Corella pudieron llegar a Saltillo el 28 de mayo y avanzaron sobre Monterrey, donde Treviño, con 3 500 hombres, estaba en posesión del cerro del Obispado. Corella lo sacó a campo abierto movilizándose hacia el norte de la ciudad, en San Bernabé del Topo Chico. El día 30 sostuvieron allí más de dos horas de combate. La carga al sable de la caballería de Cepeda y la del batallón de Revueltas a la bayoneta fueron decisivas. Treviño y Quiroga se retiraron dejando en poder de las tropas del gobierno ocho piezas de artillería y 500 prisioneros